# Uchtred le Hardi
Pour les articles homonymes, voir Uhtred.
Uchtred ou Uhtred, surnommé « le Hardi » (the Bold en anglais) est un noble anglais mort en 1016. Il gouverne d'abord la région de Bamburgh dans les années 990, puis l'ensemble de la Northumbrie pour le compte du roi Æthelred le Malavisé à partir de 1006 environ.

## Biographie

### Origines
Uchtred est le fils de Waltheof, dont la famille gouverne la Bernicie depuis la fin du IXe siècle. Le nom de sa mère est inconnu. Son père est encore ealdorman de Bamburgh en 994, mais l'année suivante, c'est à Uchtred que revient l'initiative d’établir un évêché à Durham en favorisant le transfert de la communauté de Lindisfarne depuis Chester-le-Street, menée par l'évêque Aldhun, avec les reliques de saint Cuthbert. Les relations d'Uchtred avec Durham sont encore renforcées par son mariage avec Ecgfrida, la fille de l'évêque. Cette union lui apporte plusieurs domaines à Barmpton, Skirningham, Elton, Carlton, School Aycliffe et Monk Hesleden, comme le rapporte le texte De obsessione Dunelmi.

### Comte de Northumbrie
En 1006, Durham est attaquée par le roi écossais Malcolm II. Waltheof, qui est alors très âgé, s'enferme dans le château de Bamburgh et laisse son fils Uchtred assurer la riposte. Les Scots sont repoussés avec de lourdes pertes. C'est sans doute à la suite de ce succès que le roi anglais Æthelred le Malavisé attribue à Uchtred le comté d'York à la place d'Ælfhelm, qu'il vient de faire assassiner. Uchtred se retrouve ainsi à la tête des deux moitiés de l'ancien royaume de Northumbrie. Pour consolider sa position dans le sud de son nouveau domaine, Uchtred répudie sa première femme pour se remarier avec Sige, la fille de Styr Ulfson, un noble d'York sans doute d’origine scandinave. L'évêque Aldhun, qui récupère les six domaines de la dot d'Ecgfrida, s'efforce lui aussi de tisser des liens avec le Yorkshire en donnant la main de sa fille à Ligulf (en), un thegn de la région. Le deuxième mariage d'Uchtred lui attire immédiatement l'animosité des ennemis de Styr, regroupés autour de Thurbrand,.

### Soumission à Sven
En 1013, le Danois Sven à la Barbe fourchue envahit l'Angleterre. Après avoir fait campagne dans le sud, il traverse le Humber et Uchtred se soumet à lui sans combattre à Gainsborough, dans le Lincolnshire. Après la mort de Sven, en février 1014, Æthelred reprend le contrôle de son royaume. C'est peut-être pour s'assurer la loyauté d'Uchtred qu'il lui donne en mariage sa fille Ælfgifu, bien que ce mariage ait peut-être eu lieu auparavant.

### La chute
Knut, le fils de Sven, tente de rallier Uchtred à sa cause, mais le comte reste fidèle à Æthelred, qui meurt quelques mois après Sven, puis à son fils Edmond Côte-de-Fer. Il accompagne Edmond dans sa campagne contre Eadric Streona, l'allié de Knut, dans le nord-ouest des Midlands. En réaction, Knut envahit la Northumbrie et contraint Uchtred à se soumettre et à lui remettre des otages,. La guerre entre Knut et Edmond se solde par un partage de l'Angleterre entre eux, mais Edmond meurt en novembre 1016, laissant Knut seul roi d'Angleterre.
Se croyant protégé par un sauf-conduit, Uchtred se rend à la cour de Knut à Wighill, dans le Yorkshire, mais il est assassiné par Thurbrand avec l'assentiment du roi. Il est remplacé à Bamburgh par son frère Eadwulf Cudel, tandis que Knut installe à York son allié le Norvégien Éric Håkonsson. Le meurtre d'Uchtred marque le début d'une longue et sanglante faide entre les deux familles : Thurbrand est assassiné à son tour par le fils d'Uchtred, Ealdred, qui est lui-même tué par Carl, le fils de Thurbrand. Dans les années 1070, le petit-fils d'Eadred, Waltheof, finit par tuer la plupart des fils et petits-fils de Carl.
Siméon de Durham rapporte la présence d'Uchtred à la bataille de Carham, une défaite anglaise face aux troupes de Malcolm II et Owen le Chauve, roi du Strathclyde, qu'il date de manière plausible de 1018. Cette mention n'est pas cohérente avec la Chronique anglo-saxonne, qui rapporte la mort d'Uchtred dans son entrée pour l'année 1016. Les historiens interprètent cette contradiction de différentes manières. Selon William M. Aird, il s'agit tout simplement d'une erreur de Siméon. En revanche, Alex Woolf estime qu'Uchtred n'est pas forcément mort en 1016 et que la mention de son meurtre dans la Chronique constitue peut-être une interpolation d'un événement survenu à une date ultérieure, après la bataille de Carham. La mort d'Uchtred pourrait alors être interprétée comme une punition pour sa défaite.

## Mariages et descendance
Uchtred est marié à trois reprises.
Sa première épouse est Ecgfrida, la fille de l'évêque de Durham Aldhun, avec laquelle il a un fils :
- Ealdred (tué en 1038), comte de Bamburgh.

Sa deuxième épouse est Sige, fille de Styr Ulfson d'York, avec laquelle il a un fils :
- Eadulf (tué en 1041), comte de Bamburgh.

Sa troisième épouse est Ælfgifu, fille du roi d'Angleterre Æthelred le Malavisé, avec laquelle il a une fille :
- Ealdgyth, épouse de Maldred mac Crinan.

Par sa fille Ealdgyth, Uchtred est le grand-père du comte Gospatrick de Northumbrie et l'ancêtre des comtes de Dunbar.